# Apostolisch vicariaat San Jose in Mindoro
Het apostolisch vicariaat San Jose in Mindoro (Latijn: Vicariatus Apostolicus Sancti Iosephi in Mindoro) is een rooms-katholiek apostolisch vicariaat met als zetel San Jose, op de Filipijnen. Het omvat de provincie Occidental Mindoro. Het apostolisch vicariaat is vrijgesteld en valt als immediatum direct onder de Heilige Stoel, zonder te behoren tot een kerkprovincie. 

## Geschiedenis
Het apostolisch vicariaat werd opgericht op 27 januari 1983, uit delen van het apostolisch vicariaat Calapan. Alle apostolisch vicarissen tot heden (2024) waren lid van de Missionarissen van Steyl. 

## Parochies
Het apostolisch vicariaat had in 2022 een oppervlakte van 5.866 km2 en telde 525.354 inwoners waarvan 75,6% rooms-katholiek was.

## Apostolisch vicarissen
- Vicente Credo Manuel (17 maart 1983 - 14 oktober 2000)
- Antonio Pepito Palang (25 maart 2002 - 17 maart 2018)
  - David William Valencia Antonio (apostolisch administrator: 21 november 2015 - 25 februari 2023)
- Pablito Martinez Tagura (17 december 2022 - heden)

## Galerij van afbeeldingen

Wapen van het apostolisch vicariaat